# Aulos (Ariège)
Aulos ist eine Ortschaft und eine ehemalige französische Gemeinde mit 55 (Stand: 1. Januar 2022) im Département Ariège in der Region Okzitanien. Sie gehörte zum Arrondissement Foix und zum Kanton Haute-Ariège.
Mit Wirkung vom 1. Januar 2019 wurden die ehemaligen Gemeinden Sinsat und Aulos zur Commune nouvelle Aulos-Sinsat zusammengeschlossen und haben in der neuen Gemeinde der Status einer Commune déléguée. Der Verwaltungssitz befindet sich im Ort Sinsat.

## Lage
Nachbarorte sind Sinsat im Nordwesten, Verdun im Nordosten, Château-Verdun im Süden und Larcat im Südwesten.

## Bevölkerungsentwicklung
| Jahr      | 1962 | 1968 | 1975 | 1982 | 1990 | 1999 | 2008 | 2015 |
| --------- | ---- | ---- | ---- | ---- | ---- | ---- | ---- | ---- |
| Einwohner | 71   | 91   | 81   | 60   | 38   | 60   | 54   | 55   |